# Primer viaje de Colón
El primer viaje de Cristóbal Colón, o «Viaje del Descubrimiento», fue una expedición marítima capitaneada por Colón al servicio de los Reyes Católicos, Isabel y Fernando de Castilla y Aragón, que partió el 3 de agosto de 1492 del puerto de Palos de la Frontera (Huelva, España).
Participaron tres embarcaciones: la carabela Pinta, la carabela Niña y la nao Santa María, al mando de Martín Alonso Pinzón, Vicente Yáñez Pinzón y Cristóbal Colón, respectivamente. Las naves partieron de Palos de la Frontera el 3 de agosto de 1492 y se dirigieron a las Canarias, donde se tuvo que arreglar el timón de la Pinta. El 16 de septiembre, las embarcaciones alcanzaron el mar de los Sargazos y el 12 de octubre llegaron a la isla de «Guanahani», posiblemente, la actual isla de San Salvador, Bahamas. Sin embargo, según un estudio publicado en 1986 en revista National Geographic, Colón podría haber llegado a Cayo Samaná, otra pequeña isla del archipiélago de las Bahamas, aunque esto no es aceptado por muchos expertos. Esta llegada se ha denominado tradicionalmente Descubrimiento de América. Colón siguió con su periplo por el Caribe y llegó a Cuba el 27 de octubre y a La Española el 5 de diciembre. El 24 de diciembre la Santa María encalló en las costas de La Española y con sus restos se instaló el Fuerte Navidad.
La expedición emprendió el regreso el 16 de enero de 1493 y unos días más tarde una tormenta separó las dos naves. La Pinta, al mando de Pinzón, llegó a Bayona (Galicia) a finales de febrero y anunció a los Reyes Católicos el descubrimiento. Entretanto, la Niña, en la que viajaba Colón, hizo escala el 17 de febrero en la isla portuguesa de Santa María, en las Azores; y el 4 de marzo recaló en Lisboa, tras siete meses y doce días de viaje. El día 15 Colón regresó al puerto de Palos de la Frontera y el mes siguiente fue recibido en Barcelona por los Reyes Católicos.

## Antecedentes

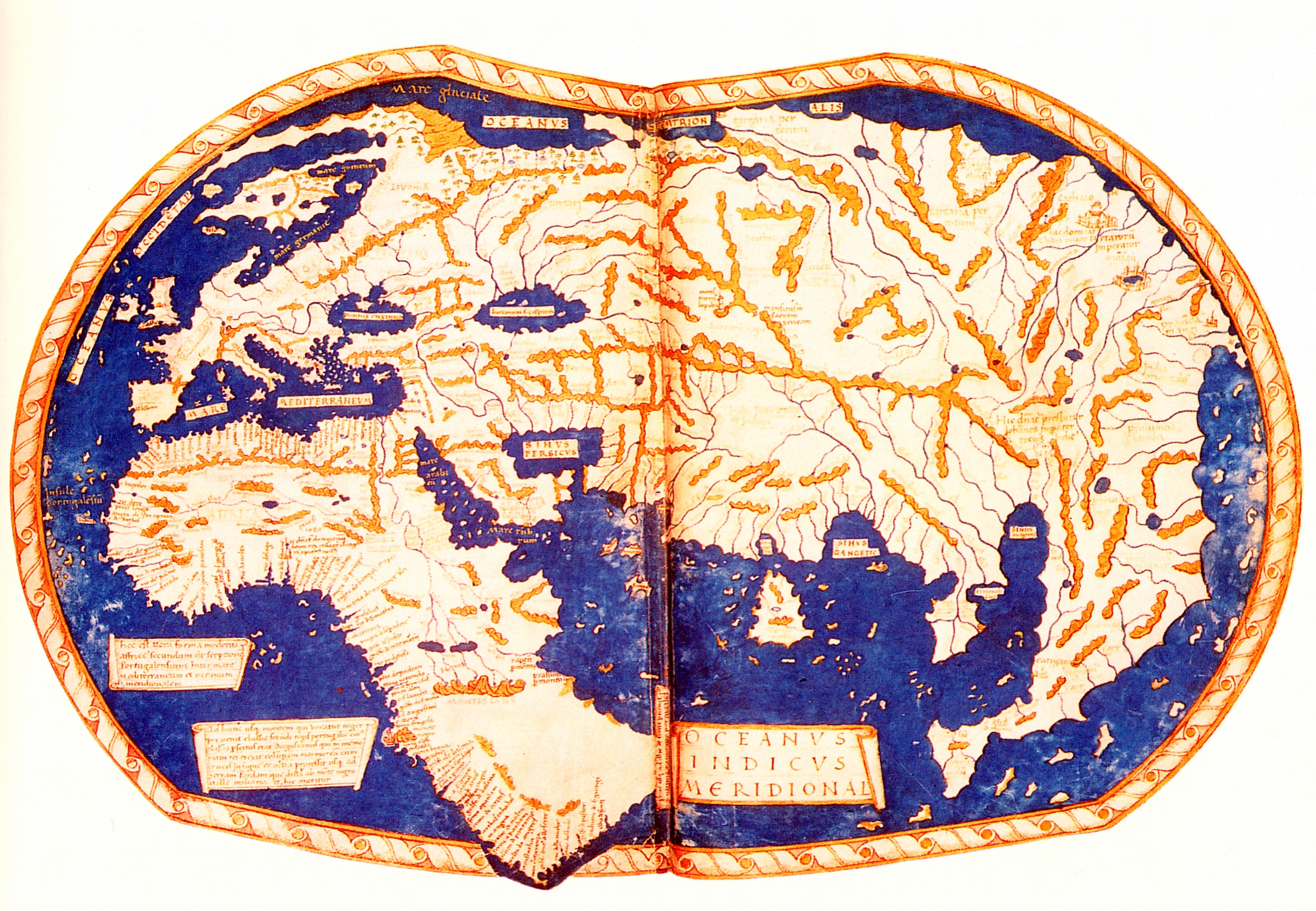
Mapamundi florentino de alrededor de 1490, en el que no aparece el continente americano.

### Contexto geográfico
El producto más codiciado de la ruta de la seda de Asia en Occidente eran las especias, para su uso en la cocina y por su elevado precio. Cristóbal Colón poseía una copia de Los viajes de Marco Polo y lo tenía lleno de anotaciones, sobre todo en la parte en la que se habla de distancias, productos y riquezas de Asia. De todas formas, los conocimientos cartográficos sobre Oriente eran incompletos y algunos mapas solo identificaban de manera fiable el área del Mediterráneo. En el siglo XV la cocina europea consumía el azafrán, el jengibre, la canela y el clavo. Estas especias tenían un precio muy elevado en los mercados: una libra de estos productos se vendía en el Renacimiento por varios pesos de oro.
Las islas asiáticas eran ricas en especias valiosas que necesitaba Europa, como el clavo o la nuez moscada, que se obtenían en las Molucas, en el Mar del Sur. El camino que debía seguirse para llegar a las Indias era una ruta hacia el este por el continente Europeo y, posteriormente, por Oriente Medio hasta llegar a la India o China. Los turcos otomanos se estaban haciendo fuertes en Constantinopla y, cuanto mayor era su poder en Oriente Medio, más difícil y caro era traer productos orientales.

### Portugal y Castilla en el Atlántico
Portugal estaba realizando importantes viajes marítimos. Hacia el Atlántico descubrió las Azores y Madeira y hacia el sur exploró la costa oeste de África. Por su parte, Castilla había iniciado en el siglo XV el dominio señorial de las Islas Canarias y en 1476, ya con el reinado de los Reyes Católicos, Diego García de Herrera, Señor de Lanzarote, encabezó un desembarco en las costas africanas y ordenó construir la fortaleza de Santa Cruz de la Mar Pequeña.

### Primeros años de Colón en la península ibérica

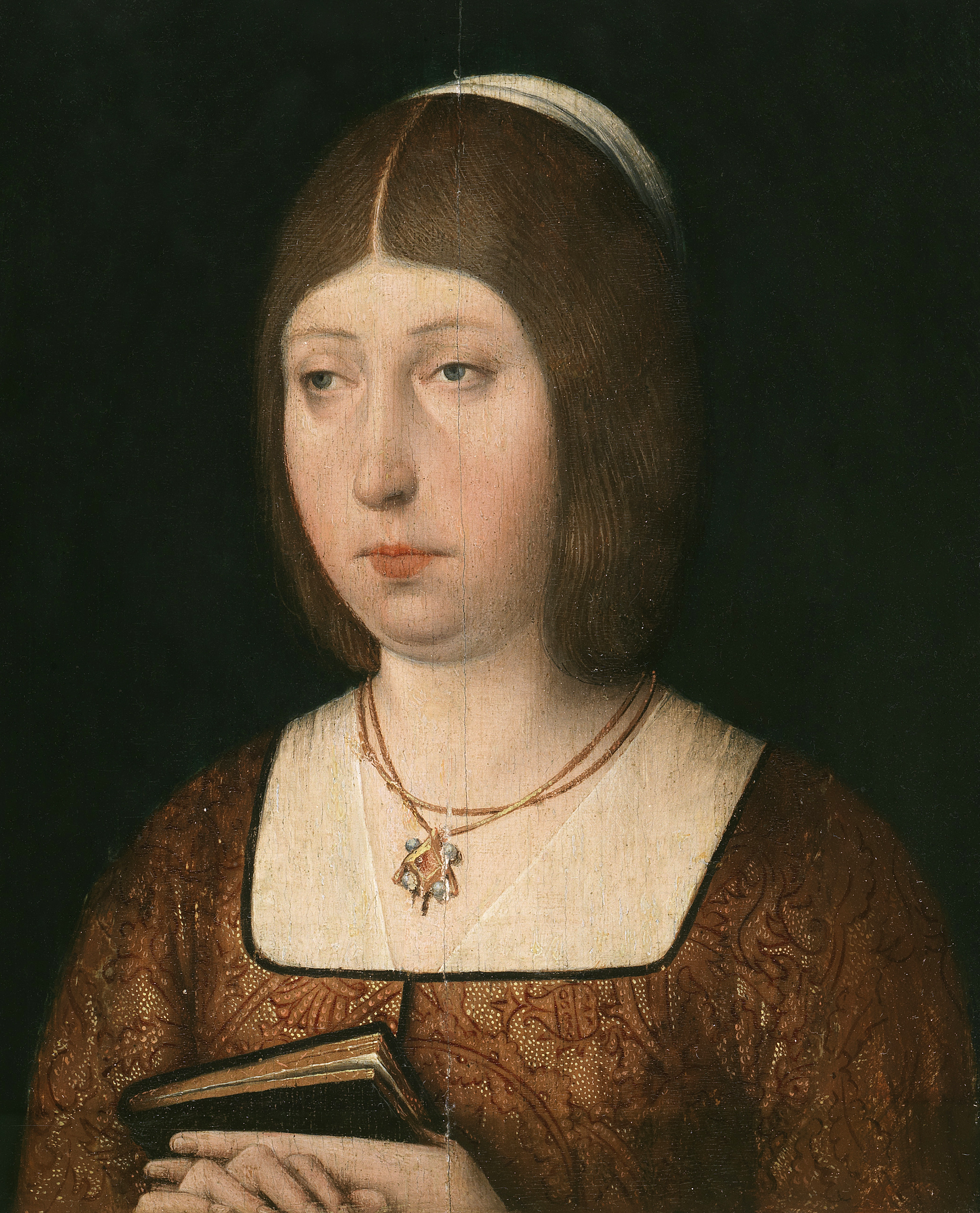
La reina Isabel I de Castilla fue la primera monarca que creyó en el plan colombino.

En 1476, un navío en el que iba a bordo Cristóbal Colón fue atacado por corsarios y naufragó al sur de Portugal. Al parecer, consiguió llegar a la costa a nado. Colón navegó varios años con los portugueses y aprendió el régimen de vientos que existe entre la península ibérica y el norte de África. En 1478 Colón se trasladó a Lisboa, un lugar de gran tradición marinera, además de centro financiero y comercial. Allí se dedicó a elaborar y vender mapas marítimos. Colón también realizó viajes a Inglaterra, Irlanda e Islandia.
Le dijeron que en la isla de Flores, del archipiélago de las Azores, el mar había expulsado dos cuerpos con caras anchas y rasgos distintos a los de los europeos.
Particularmente importante fue su viaje a la Mina de Oro, en Guinea. Durante siglos los europeos habían pensado que las ciudades muy cercanas al ecuador terrestre eran demasiado calurosas para ser habitadas o productivas, pero los navegantes ibéricos habían probado tiempo atrás que eso era falso. Colón pudo haber visitado el Castillo de San Jorge construido por los portugueses en 1482 para comerciar con oro y esclavos.
Colón se asentó en la isla de Madeira de Puerto Santo y contrae matrimonio con una hija del gobernador de la isla, Felipa Moniz, probablemente en Lisboa,donde nació también su hijo Diego. Aquí comienza a observar que la vegetación tiene particularidades con respecto a la del continente europeo, que los vientos soplan frecuentemente del norte, pero en verano a veces soplaban fuertemente del oeste y tras esto dejaban cosas en la playa, quizás entre ellas las habas del mar, que son raras en Madeira, pero abundan en el Caribe. También se contaban historias de palos tallados que venían del mar y maderas extrañas.

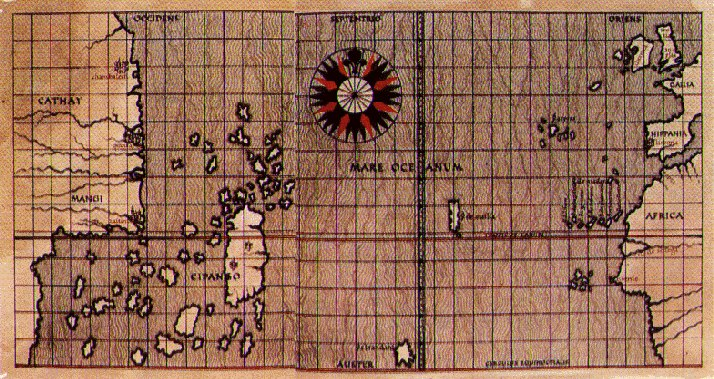
Mapa realizado por Toscanelli en 1474 que fue utilizado por Cristóbal Colón

La familia del matemático Toscanelli tenía una farmacia donde vendían especias en Florencia y tenía mucho interés por la geografía de Oriente. Con la información que recababa de los marineros, Toscanelli elaboraba mapas. Uno de estos mapas, que envió al canónigo de Lisboa Fernando Martins, acabó en manos de Colón. El mapa mostraba un mundo donde China se alargaba tanto hacia el Este que podía estar incluso cerca de Europa. En ese momento, ya existían teorías de Claudio Ptolomeo y otros autores clásicos que afirmaban que la Tierra es redonda. De hecho, en el siglo XV, la creencia mayoritaria era esa, aunque muy posteriormente se difundió el mito popular de que no era así. Lo que los sectores cultivados no podían determinar con precisión era la distancia que implicaría un viaje por mar de Europa a Asia hacia el oeste. Por si fuera poco, aunque los antiguos griegos habían calculado la esfericidad de la Tierra extrapolando la medida de un grado, Colón realizó unos cálculos erróneos, reduciendo el tamaño del planeta un 25 por ciento. En cualquier caso, creyó que tenía base suficiente para realizar dicho viaje.

### La búsqueda de patronazgo

Lugares de trascendencia del primer viaje de Colón en España y Portugal. Estos lugares fueron visitados por Colón entre 1484 y 1493, salvo Bayona, que solamente fue visitada por la carabela Pinta, de Martín Alonso Pinzón, en 1493. Las localidades de Palos de la Frontera y Moguer están incluidas en una ruta de Lugares Colombinos, declarada Bien de Interés Cultural de España. Los Lugares Colombinos fueron inscritos en la Lista Indicativa de España del Patrimonio de la Humanidad, en la categoría de bien cultural (n.º ref. 6080), como propuesta para ser declarada Patrimonio de la Humanidad.

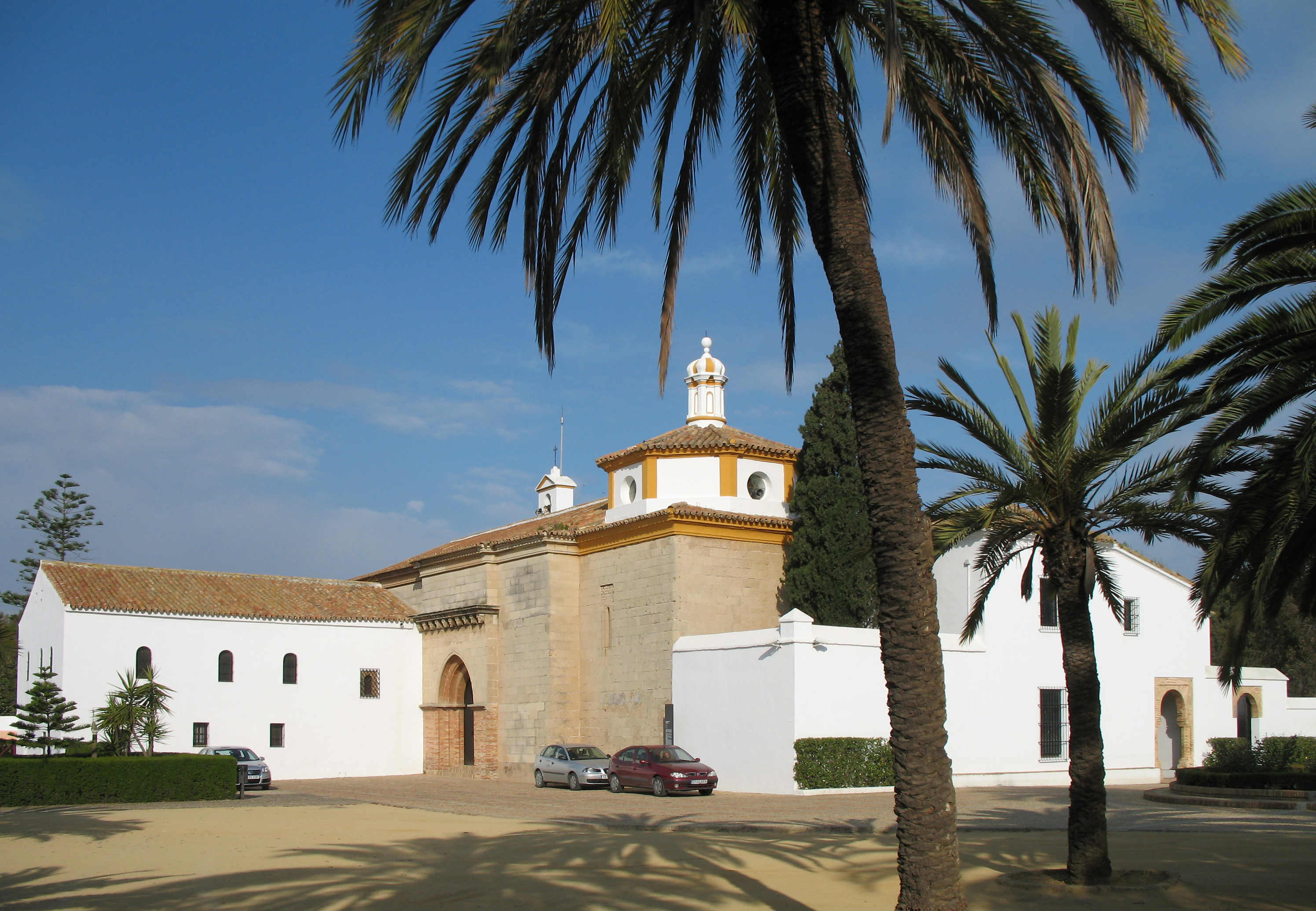
Monasterio de La Rábida, en Palos de la Frontera, donde se hospedó Colón las sucesivas veces que estuvo en Palos de la Frontera

Colón necesitaba financiación para la realización del viaje, de modo que acudió al monarca Juan II de Portugal entre 1483 y 1485, que trasladó el asunto a sus consejeros en temas náuticos y finalmente rechazó el proyecto. La Corona portuguesa perseguía en aquellos momentos un plan para llegar a la India rodeando el sur de África. Poco después del rechazo al proyecto de Colón, el navegante portugués Bartolomeu Dias descubrió el cabo de Buena Esperanza, extremo sur del continente africano. Por otra parte, Juan II prefirió autorizar la expedición propuesta por Ferdinand van Olmen para navegar a occidente desde las Azores para conquistar la isla de las Siete Ciudades. Probablemente el rey Juan prefiriese la opción de van Olmen porque este se comprometió a financiar íntegramente la expedición. Tras su fracaso ante el rey portugués, sumado quizás a la muerte de su esposa o quizás también a la campaña lanzada por Juan II contra la Casa de Braganza, emigró de Portugal a los vecinos reinos de Castilla.
La versión más aceptada históricamente es que Colón llegó a Palos de la Frontera hacia comienzos de 1485, al Monasterio de La Rábida, donde conoció a fray Antonio de Marchena y tiempo más tarde a fray Juan Pérez a quienes confió sus planes y quienes le ayudaron su proyecto.

Colón les propuso su proyecto a los reyes de Castilla y Aragón, Isabel y Fernando, que no lo aceptaron por varios motivos. En aquel momento los reyes dedicaban todos sus recursos a la conquista de Granada, último reino musulmán de la península ibérica. Hernando de Talavera temía que el viaje propuesto por Colón transgrediera el tratado de Alcazobas firmado con Portugal y llevase a la apertura de otro conflicto bélico. Por otra parte, una comisión de expertos dictaminó que era imposible que fuera verdad lo que decía Colón.
Colón viajó entonces de nuevo a Portugal, en 1488, por motivos desconocidos. Allí pudo asistir al regreso de Bartolomeu Dias del viaje en el que había descubierto el cabo de Buena Esperanza, extremo sur de África tras el cual se abría a los portugueses la vía marítima a la India por el océano Índico. A partir de entonces Juan II se centró en la explotación de esa ruta y desestimó la exploración hacia occidente por el Atlántico. Colón regresó a Andalucía y le planteó su proyecto al duque de Medina Sidonia, que lo rechazó, y después a Luis de la Cerda, duque de Medinaceli, quien se mostró interesado y acogió a Colón durante dos años. Sin embargo, al ser consultada, la reina mandó llamar a Colón y le prometió ocuparse de su plan tan pronto como terminara la conquista de Granada.
El 25 de noviembre de 1491 Granada se rindió a los cristianos. Colón partió del monasterio de La Rábida, donde se encontraba desde octubre, y se unió a la corte en Santa Fe hacia el 31 de diciembre. Santa Fe era el campamento que habían establecido los reyes castellano-aragoneses en la Vega de Granada como cuartel general durante el asedio.
Se entablaron negociaciones entre Colón y la Corona por medio de dos representantes: Juan Pérez, fraile de la Rábida, por Colón y el secretario Juan de Coloma, por la Corona. Según los relatos de Hernando Colón y de Bartolomé de las Casas, no fue posible llegar a un acuerdo debido a que Colón reclamaba los títulos de almirante y virrey, por lo que Colón fue despedido de la corte. Entonces Luis de Santángel, un alto funcionario, intercedió por Colón ante la reina y se comprometió a adelantar el dinero que tendría que invertir la Corona en la expedición. Siempre según la versión de Hernando Colón y Las Casas, la reina cambió entonces de opinión, envió a un correo para traer de vuelta al genovés y ordenó a Colón que aceptase sus peticiones. El 17 de abril de 1492 alcanzaron finalmente un acuerdo y se redactaron unas capitulaciones que posteriormente se han denominado Capitulaciones de Santa Fe.

## Objetivo
Existen versiones contradictorias sobre el objetivo de esta expedición. Las Capitulaciones de Santa Fe, fechadas a 17 de abril de 1492, indican un objetivo expansionista («descubrir» y «ganar» tierras), así como un claro móvil económico. El objetivo geográfico es difuso, diciendo que Colón iba a navegar hacia «lo que ha descubierto en las Mares Océanas», lo cual implica que tenía ya conocimiento de territorios al oeste, pero no dice nombre ni otros datos de los mismos. En la Carta de Merced del 30 de abril de 1492 los reyes encargaron a Colón «descobrir e ganar con ciertas xustas Nuestras, e con Nuestras gentes, ciertas islas e Tierra-firme en la Mar Océana». En ninguno de los dos documentos se menciona ningún propósito religioso.
Por el contrario el Diario de la primera navegación, manuscrito de Bartolomé de las Casas basado en textos hoy perdidos atribuidos a Colón, da una versión completamente diferente. Menciona un objetivo geográfico más específico y situado en Asia: las «partes de India» y las tierras del «Gran Can»; y un propósito religioso preeminente: investigar la conversión al cristianismo de aquellas regiones y obtener riquezas para financiar la conquista de Jerusalén.
En un documento administrativo de mayo de 1492 se indica que el destino de la flota de Colón sería «las Yndias», y en el salvoconducto en latín entregado por la Corona a Colón tras la firma de las Capitulaciones de Santa Fe, destinado a ser leído por autoridades extranjeras, se lee que Colón ha sido enviado «per maria oçeana ad partes Indie» («por las mares océanas a las partes de la India») para, entre otros fines, «fidei ortodoxe aumentum» («el aumento de la fe ortodoxa»). Por otra parte los textos atribuidos a Colón han llevado a considerar que su objetivo principal era la isla de Cipango.

## Preparativos

### Financiación
El dinero necesario para la expedición, unos dos millones de maravedíes, fue aportado de la manera siguiente:
- La contribución principal fue de la Corona, con 1 140 000 maravedíes. El efectivo lo adelantó en Santa Fe el escribano de ración Luis de Santángel, que cobró la deuda apenas quince días después (los que transcurrieron entre el 17 de abril, cuando se firmaron las Capitulaciones y hubo de entregar el dinero, y el 5 de mayo, fecha de la orden de pago) mediante un pago del tesoro de la Cruzada en el obispado de Badajoz.[n. 7] Un apunte del libro de cuentas del tesorero de la Cruzada en el obispado de Badajoz, del 5 de mayo, informa de esta cantidad que la Corona empleó en el empeño. La partida en cuestión reza así: “que dio e pagó el dicho Alonso de las Cabezas... un cuento ciento cuarenta mil maravedíes para pagar al dicho escribano de ración en cuenta de otro tanto que prestó para la paga de las tres carabelas que Sus Altesas mandaron ir de armada a las Yndias, e para pagar a Cristóbal Colón, que va en la dicha armada."[63]
- Colón puso 500 000 maravedíes, un capital que no poseía personalmente y que alguien le debió prestar. Bartolomé de las Casas escribió que se lo prestó Martín Alonso Pinzón o alguno de sus hermanos,[65] mientras que la historiadora Consuelo Varela ha argumentado que el prestamista pudo ser Juanoto Berardi, empresario florentino afincado en Sevilla.[66]
- Los 360 000 maravedíes restantes corresponderían a las dos carabelas pertrechadas que la real provisión obligaba a Palos a poner a disposición de Colón.[67][68]

### Capitulaciones y órdenes reales

#### Capitulaciones de Santa Fe
Fueron firmadas el 17 de abril de 1492 en la localidad de Santa Fe, en la provincia de Granada. Las Capitulaciones de Santa Fe serían los acuerdos a los que llegaría Cristóbal Colón con los Reyes Católicos para llevar a cabo el viaje. Estas eran conceder el título vitalicio y hereditario de "Almirante de la Mar Océana", el título de "Virrey y Gobernador" de las tierras que descubriera en nombre del Reino, el derecho a recibir la décima parte de las riquezas y mercancías, la autoridad para lidiar en los problemas que se originasen sobre riquezas y el derecho a contribuir con la octava parte de la expedición a cambio de obtener una octava parte de los beneficios obtenidos.

#### Reales provisiones ordenando poner carabelas al servicio de Colón

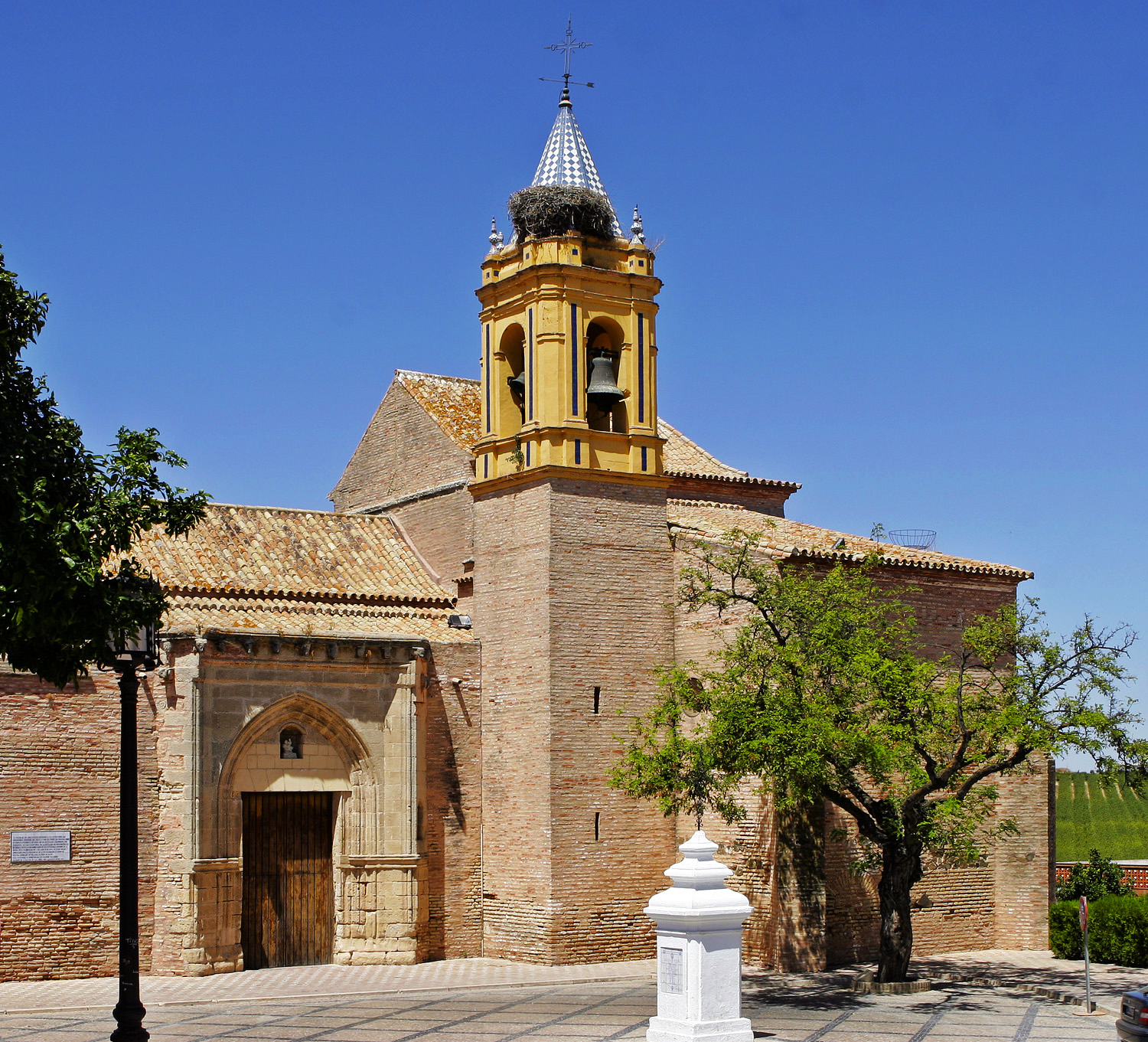
Iglesia de San Jorge Mártir de Palos de la Frontera.

Entre las diferentes reales provisiones y cédulas concedidas a Colón, para la realización de su proyecto, una de ellas era la dirigida a algunos de los vecinos de la villa de Palos por una sanción que les había impuesto el consejo real. La real provisión fue leída el 23 de mayo de 1492, a las puertas de la Iglesia de San Jorge de Palos de la Frontera, en presencia de Cristóbal Colón, fray Juan Pérez y las autoridades locales; en dicha disposición real se ordenaba a dichos vecinos poner a disposición de Colón dos carabelas totalmente armadas y aparejadas.

Real Provisión de los Reyes Católicos
Dirigida a ciertos vecinos de Palos para que entreguen a Cristóbal Colón dos carabelas
... Vien sabedes como por algunas cosas fechas e cometidas por vosotros en desserbicio nuestro, por los del nuestro Consejo fuistes condenados a que fuésedes obligados a nos serbir dos meses con dos carabelas armadas a vuestras propias costas e espensas cada e quando e doquier que por nos vos fuese mandado so ciertas penas, segund que todo más largamente en la dicha sentencia que contra vosotros fue dada se contiene. E agora, por quanto nos avemos mandado a Christóval Colón que vaya con tres carabelas de armada, como nuestro capitán de las dichas tres carabelas, para ciertas partes de la mar océana sobre algunas cosas que cunplen a nuestro servicio e nos queremos que llebe consigo las dichas dos carabelas con que asy nos avéis de servir...
Granada, 30 de abril de 1492.
Archivo General de Indias. Signatura: PATRONATO, 295, N.3.

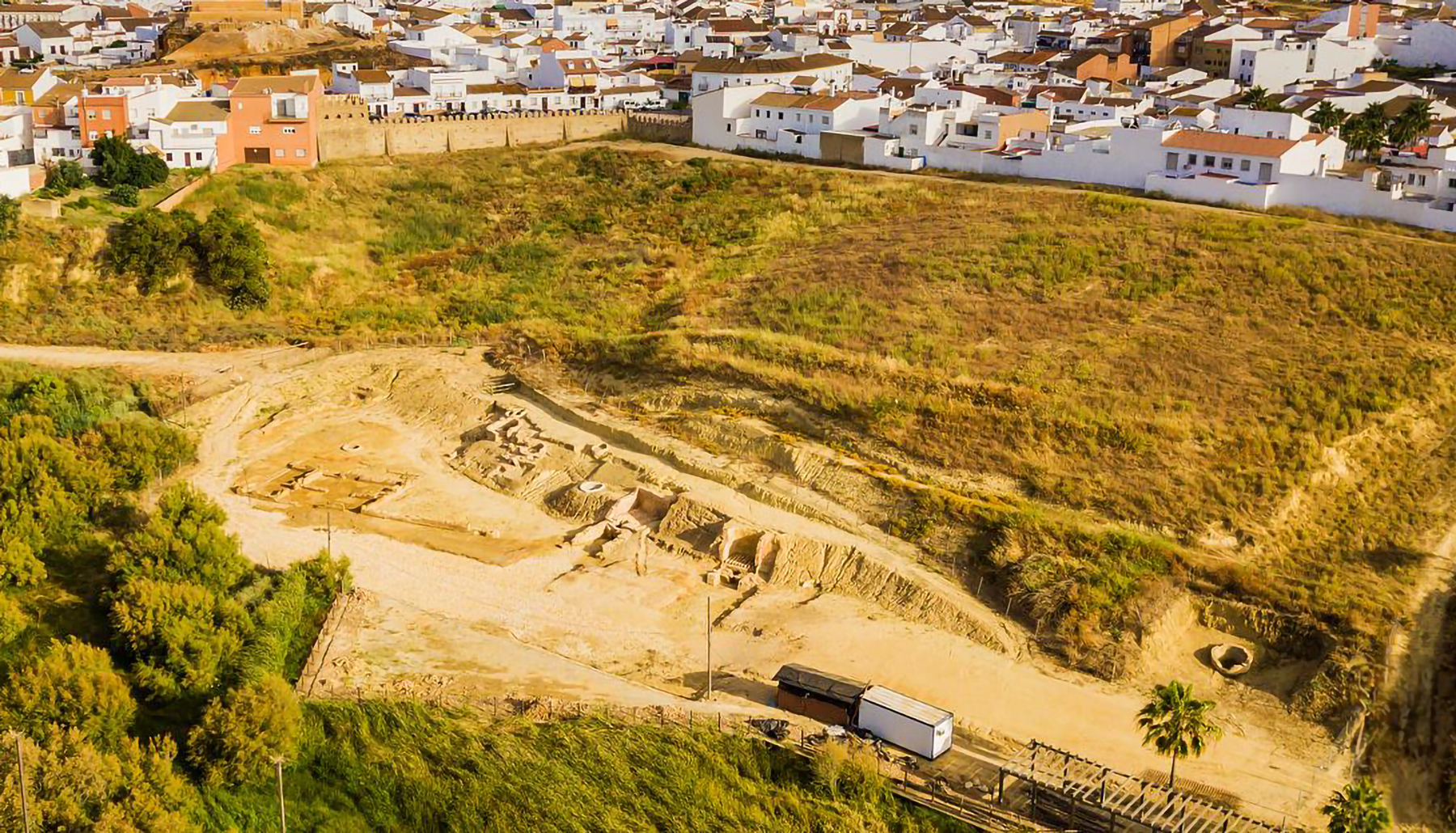
Restos arqueológicos del Puerto histórico de Palos de la Frontera, lugar de donde partió el primer viaje de Colón.

Los vecinos a los que es referida dicha provisión contestarían:

... que estaban presto de la cumplir en todo y por todo segund sus Altezas lo mandan...
Parte trasera de la Real Provisión.

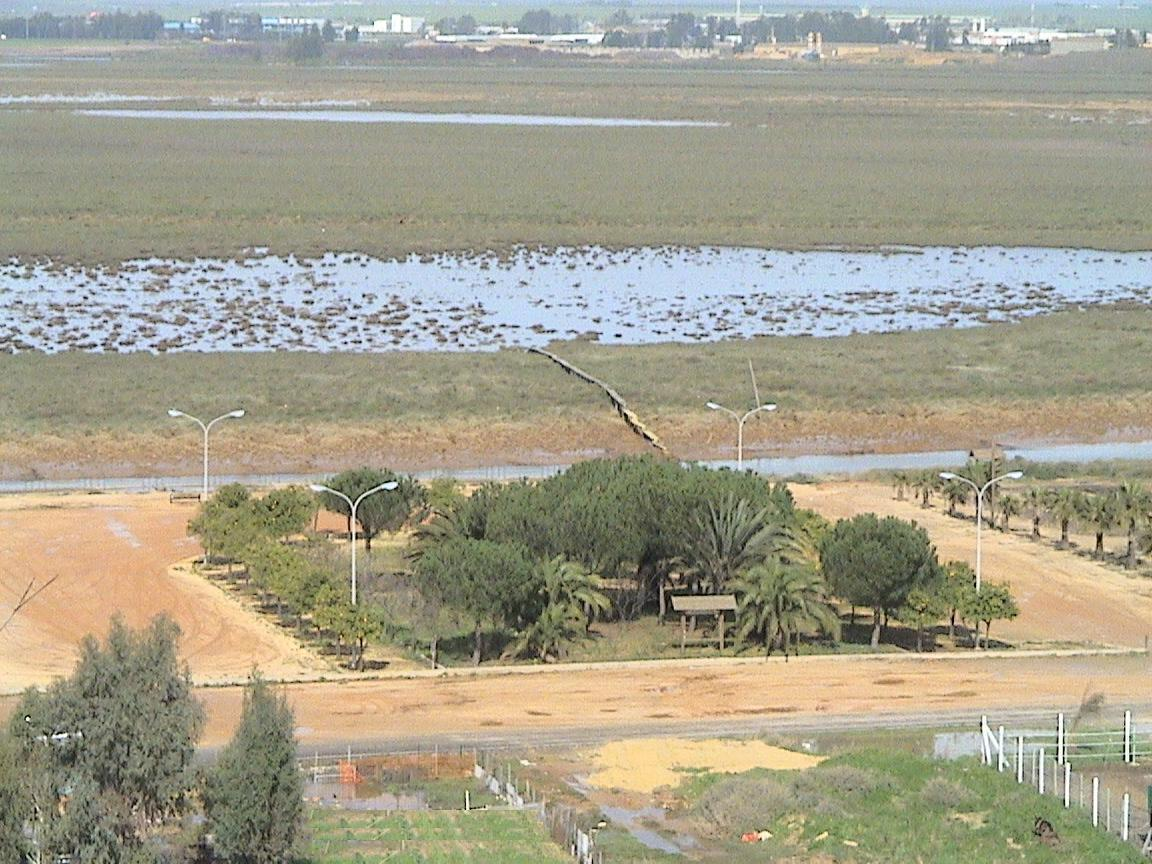
Puerto de Moguer y astilleros de La Niña.

Otra real provisión, genérica, concedida a Colón, por los Reyes Católicos, obligaba a las villas de las costas andaluzas:

...las cibdades e villas e logares de la costa de la mar de Andalucía como de todos los nros. reynos e Señorios (...) Sabedes que nos habemos mandado a Christobal Colon que con tres carabelas vaya a ciertas partes de la mar oceana como nro. capitan (...) por ende nos vos mandamos a todos e a cada uno de vos en vros. logares e jurisdicciones que cada quel dicho Christobal Colon hobiere menester....
Granada, 30 de abril de 1492.
Archivo General de Indias. Signatura: PATRONATO, 295, N.4.

Con esta última provisión embargó dos barcos en Moguer en presencia del escribano moguereño Alonso Pardo, embarcaciones que más tarde serían desechadas. En Palos de la Frontera también realizó embargo de navíos Colón usando la citada provisión, según testimonio de Hernández Colmenero y, según parece, también lo intentó en la cercana villa de Huelva por lo que depone en su testimonio Pedro Ortiz. Pero seguía sin conseguir enrolar a la tripulación necesaria para la empresa. Los monarcas emitieron entonces, el 20 de junio en Guadalupe, un poder dirigido a la villa de Palos y una comisión a la villa de Moguer para que cumplieran las reales provisiones anteriores, la dirigida a la villa de Palos, y la genérica que usó Colón en Moguer.

## Embarcaciones

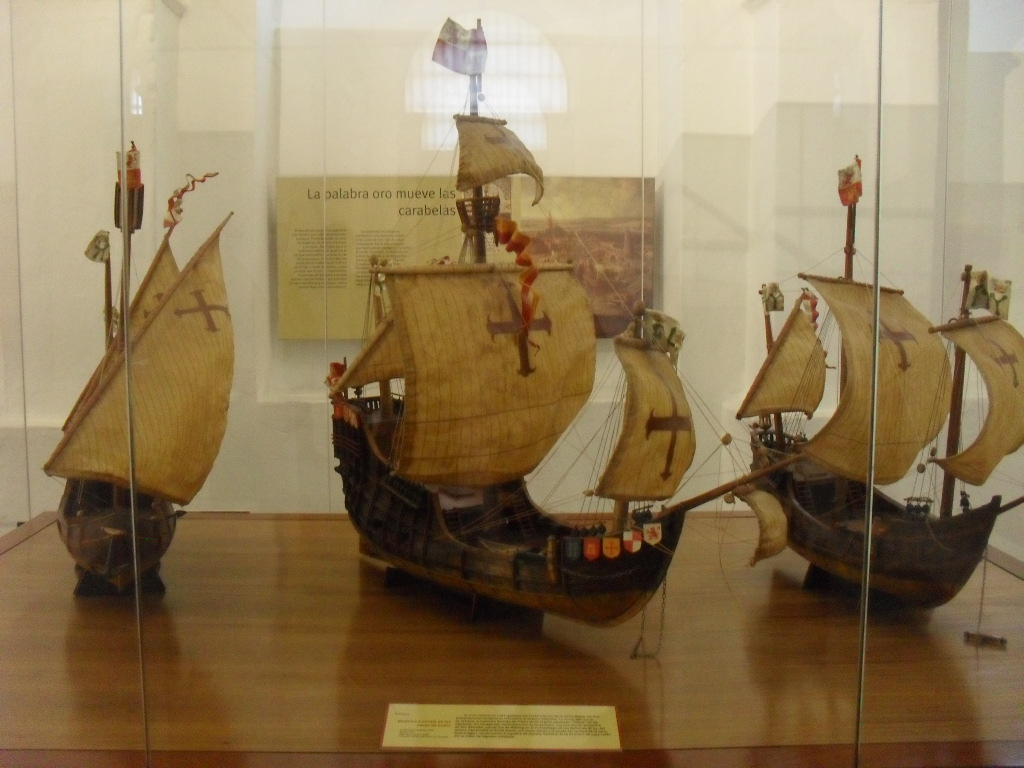
Maquetas de la Niña, la Pinta y la Santa María.

Palos de la Frontera estaba obligada, en virtud de la citada real provisión, a suministrar dos carabelas totalmente pertrechadas, que finalmente fueron la Pinta y la Niña, elegidas —tal como indican muchos testimonios en los pleitos colombinos— por Martín Alonso Pinzón. La Santa María sería la nao capitana (el navío que capitaneaba la expedición). La Santa María era un barco propiedad de Juan de la Cosa, natural —posiblemente— de Santoña, en Cantabria, pero vecino del El Puerto de Santa María.
Pero la marinería de la zona, que no era obligada por la real provisión, no estaba dispuesta a formar parte de la expedición con un desconocido, como lo era Colón para aquellos hombres. Independientemente de la mayor o menor credibilidad de las ideas colombinas, los hombres de Palos, y su entorno, difícilmente secundarían al genovés a no ser que le acompañara algún navegante respetado en la villa. Con la oposición de los vecinos y de los marineros, Colón recurre a una de las provisiones expedidas por los monarcas en la que se le concede permiso para reclutar marineros entre los encarcelados, reclutando solamente a cuatro condenados, un homicida y los tres amigos de éste que le ayudaron a huir de la cárcel.
En estas circunstancias, y gracias a la ayuda de los franciscanos del monasterio de La Rábida y a Pero Vázquez de la Frontera, viejo y respetado marino de la zona, Colón conoce a Martín Alonso Pinzón, rico armador y líder natural de la zona gracias a sus muchas navegaciones tanto por el Atlántico como por el Mediterráneo, y por los que había amasado fortuna y fama. Además de los ánimos y la influencia de estas amistades, al mayor de los hermanos Pinzón le habría convencido también la propuesta que, según el testimonio de Alonso Gallego, Colón le hizo a Martín Alonso:

...señor Martin Alonso vamos este viaje que si salimos con el y Dios nos descubre la tierra yo os prometo por la corona rreal de partir con vos como con vn hermano mio...
Pleitos colombinos.

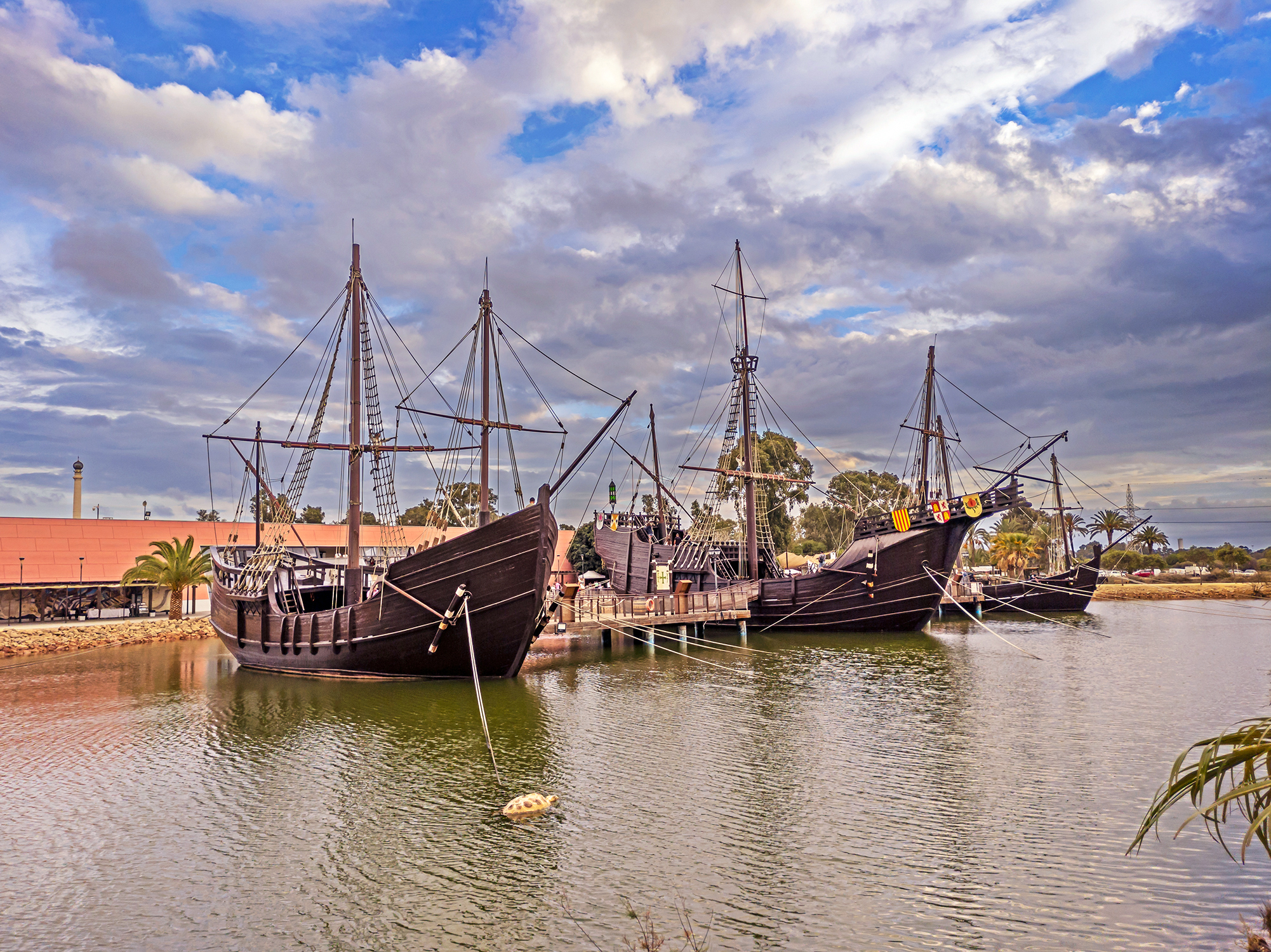
Réplicas de las carabelas en La Rábida (Palos de la Frontera)

Sea como fuere Martín Alonso desde aquel momento comienza una enérgica campaña en favor de la empresa. Desecha las naves que había embargado Colón contratando otras nuevas, la Pinta y la Niña, ya que, según se dice, sabía que eran muy veleras y «aptas para el oficio de navegar» porque había tenido arrendada una de ellas. Según Bartolomé de las Casas, Pinzón también le prestó a Colón de su hacienda personal medio millón de maravedís, la tercera parte de los gastos en metálico de la empresa. Martín Alonso convence a sus hermanos Francisco y Vicente, además de a los hermanos Niño, destacada familia marinera de Moguer —dueños de la carabela La Niña—, con los cuales se consigue animar y enrolar a toda la marinería necesaria para la empresa, hombres de Palos, del vecino Moguer, de Huelva, del resto de la comarca e incluso de fuera de Andalucía, marinería que ahora sí se arriesgaba a aquella navegación, ya que el hecho de que Martín Alonso Pinzón, con sus hermanos y con los Niño, estuvieran a la cabeza de dicha armada era una garantía para los hombres de la zona del Tinto-Odiel.
Gracias a esto el día 23 de junio se abrió la tabla de enrolamiento pacíficamente en Palos de la Frontera y se alistó libremente la marinería necesaria. Es probable qué, tal como afirma el padre Ortega en su obra, no diera tiempo a que en tres días llegase la ejecutoria de los monarcas, —el poder y la comisión dirigidas a Palos y a la vecina Moguer—, debido a la distancia a recorrer desde Guadalupe hasta Palos de la Frontera, lo cual, debido ya a los acontecimientos ocurridos, las haría innecesarias.

### Tripulación
La lista de los tripulantes del primer viaje descubridor de 1492 es tema de debate, ya que se desconoce con exactitud la tripulación completa que participó en el primer viaje descubridor, salvo los nombres más conocidos: además del propio Cristóbal Colón, estaban los hermanos Pinzón (Martín Alonso Pinzón era capitán de La Pinta, Vicente Yáñez Pinzón era capitán de la Niña y Francisco Martín maestre de La Pinta); y los Hermanos Niño (Pedro Alonso Niño fue en calidad de piloto y Juan Niño maestre y propietario de La Niña). Alrededor de las fechas de la celebración del IV Centenario, en 1892, publicaron listas de tripulantes diversos historiadores como Fernández Duro, Tenorio o Henry Vignaud; también en 1902 la Duquesa de Alba publicó la copia de 1498 del "Rol" de embarque que aportaba 40 nombres nuevos, sin embargo, fue la historiadora norteamericana Alice Bache Gould la que elaboró la lista que, hasta el momento, se tiene como más autorizada por su exhaustivo estudio de las fuentes documentales originales, extraídas de los diversos archivos estatales españoles. Dicha lista consta de 87 tripulantes seguros y 19 dudosos. También el padre Ángel Ortega, franciscano del Monasterio de La Rábida, al cual la misma Alice B. Gould citó en su obra en varias ocasiones, realizó un exhaustivo estudio sobre los tripulantes de este viaje, aunque centrado en los marinos de la zona del Tinto-Odiel. La siguiente lista de tripulantes confirmados está elaborada siguiendo los datos, especialmente, de Alice B. Gould, cotejándolos con los demás autores, en especial los de Ángel Ortega. 
| La Santa María | La Pinta | La Niña | Se desconoce su carabela |
| --- | --- | --- | --- |
| Oficiales - Cristóbal Colón, Almirante, capitán general. (¿Génova?). - Juan de la Cosa, maestre y propietario. (¿Santoña? / ¿El Puerto de Santa María?). - Pedro Alonso Niño, piloto. (Moguer). - Chanchu, contramaestre. (Lequeitio). - Diego de Arana, alguacil de la flota. (Córdoba). - Pero Gutiérrez, repostero de estrados del rey. - Rodrigo de Escobedo, escribano de la armada. (Segovia). - Rodrigo Sánchez de Segovia, veedor. Marineros - Antonio de Cuéllar. (Cuéllar). - Domingo de Lequeitio. (Lequeitio). - Gonzalo Franco. (¿Sevilla?). - Jácome el Rico. (Génova). - Juan de Jerez (Xerez). (Moguer). - Pedro Izquierdo, criminal. (Lepe). - Pedro de Villa. (Santoña). - Rodrigo de Jerez (Xerez). (Ayamonte). - Ruy García. (Santoña). Grumetes - Martín de Urtubia. Santa María de Anchitua. - Pedro de Lepe. (La Redondela). Otros oficios - Diego Pérez, pintor. (Murcia). - Domingo ¿Pérez?, tonelero. (Lequeitio). - Juan Portugués. negro, criado de Colón. - Lope, calafate. (¿Vizcaíno?). - Luis de Torres, intérprete. (Moguer). - Maestre Juan, cirujano. - Pero de Salcedo, paje de Colón. - Pedro de Terreros, maestresala de Colón. | Oficiales - Martín Alonso Pinzón, capitán. (Palos). - Francisco Martín Pinzón, maestre. (Palos). - Cristóbal García Sarmiento, piloto. (¿Palos?). - Juan Quintero de Algruta (o Argueta), contramaestre. (Palos). - Juan Reynal, ¿alguacil?. (Huelva). Marineros - Álvaro. (¿Huelva?). - Antón Calabrés. Criado de Martín A. Pinzón. (¿Calabria?) (¿Palos?). - Cristóbal Quintero, copropietario. (Palos). - Francisco García Vallejos. (Moguer). - Gil Pérez, (¿Huelva?). - Gómez Rascón, copropietario. (¿Palos?). - Juan Rodríguez Bermejo. (Molinos, Sevilla). (Rodrigo de Triana). (¿Lepe?) - Juan Verde de Triana. (¿Moguer?). - Juan Veçano. (¿Palos?). - Pedro de Arcos. (¿Palos?). - Sancho de Rama. (Palos). Grumetes - Alonso de Palos. (Palos). - Bernal. (¿Palos?). - Diego Bermúdez. (Palos). - Fernando Medel (¿Mendez?). (¿Palos?) (¿Huelva?). - Francisco Medel (¿Mendez?). (Huelva). - Juan Arias. (Tavira). - Juan Quadrado. (¿Palos?). Otros oficios - Maestre Diego, ¿boticario / cirujano?. - García Fernández, despensero. (Huelva). | Oficiales - Vicente Yáñez Pinzón, capitán. (Palos). - Juan Niño, maestre, y propietario. (Moguer). - Sancho Ruiz de Gama, piloto. - Bartolomé García, contramaestre. (¿Palos?). - Diego Lorenzo, alguacil. (Huelva). Marineros - Alonso de Morales. (Moguer). - Bartolomé Roldán. (Moguer). - Juan Arráez. (¿Palos?). - Juan Martínez de Azoque. (Deva). - Juan Romero. (¿Palos?) (¿Huelva?). - Juan Ruiz de la Peña. (Vizcaíno). - Pedro Arráez. (¿Palos?). Grumetes - Andrés de Huelva. - Fernando de Triana. - Francisco de Huelva. (Huelva). Otros oficios - Maestre Alonso, físico. (Moguer). - Juan de Medina, sastre. (Palos). | Marineros - Alonso Clavijo, criminal. (Veguer. ¿Vejer de la Frontera?). ¿La Santa María? - Bartolomé Bives. (Palos). - Bartolomé de Torres, criminal. (Palos). - Diego Martín Pinzón. (Palos). - Francisco Niño. (Moguer). - García Alonso. (¿Palos?). - Juan de Moguer, criminal. (Palos). - Juan de la Plaza. (Palos). - Pedro Sánchez de Montilla. (¿Huelva?) ¿La Pinta o La Niña? Grumetes - Alonso ¿Chocero?. (¿Palos?). - Andrés de Yevenes. (¿Huelva?). - Cristóbal Caro, platero. (¿Santa María de Anchitua?). - Diego Leal. (Moguer). - Juan ¿Ortiz?. (¿Palos?). - Miguel de Soria. (¿Palos?). - Pedro Tegero.(¿Palos?) ¿La Pinta o la Niña? - Rodrigo Gallego. (¿Palos?). - Rodrigo Monge. (¿Moguer?).(¿Palos?). |

## Desarrollo

Reconstrucción del itinerario del primero de los cuatro viajes que Colón realizó a América, debido a que las Indias estaban a la derecha, pero Colón fue por el otro lado, basado en los datos del Diario atribuido a Colón.

Pendón real de los Reyes Católicos a partir de la toma de Granada.

### Viaje de ida
Cristóbal Colón parte con tres carabelas: la Niña, la Pinta, y otra de mayor porte, la Santa María (es llamada nao varias veces en el Diario del primer viaje, siendo este un término similar a nave o navío y no significa necesariamente que se tratara de una carraca en lugar de una carabela) del atlántico Puerto de Palos (actual provincia de Huelva, España). Según el Diario compilado por Bartolomé de las Casas se hicieron a la mar el 3 de agosto de 1492, mientras que la crónica de Andrés Bernáldez afirma que partieron de Palos "en septiembre" y Pedro Mártir escribió que dejaron el litoral hispano a principios de septiembre.
Las tres naves se dirigen hacia las Islas Canarias, donde se mantienen aprovisionándose hasta el 6 de septiembre, concretamente en La Gomera, donde según la Historia del Almirante (versión no corroborada por otras fuentes) visitó a la gobernadora de la isla Beatriz de Bobadilla y Ulloa, y reparó en Gran Canaria el timón de La Pinta y sustituyó sus velas triangulares originales por unas cuadradas, convirtiéndose en la carabela más rápida de la flotilla. Terminada su estancia en las islas emprendieron la travesía por el océano Atlántico en dirección oeste.
Colón pensaba que la distancia entre España y Japón sería entre 750 y 800 leguas desde las Canarias(alrededor de 4000 km), cuando la distancia real es de unos 19 000 kilómetros, y con un continente de por medio situado a los 6500 kilómetros. Las carabelas de este viaje recorrían entre 80 y 220 kilómetros por día, llegando hasta los casi 340 uno de los días, lo que para la Edad Media era una velocidad destacable.
El 14 de septiembre los de La Niña dijeron haber visto un par de dos especies de aves. El día 16 de septiembre la expedición llegó al Mar de los Sargazos, poblado por una gran cantidad de algas. El 6 de octubre habían recorrido —según las cuentas de los pilotos— unas 800 leguas, según las de Colón eran más de 950, la marinería empezó a a impacientarse y entonces Martín Alonso Pinzón le pidió a Colón que cambiase el rumbo a suroeste, pero este se negó; sin embargo, dos días después aceptó. El día 10 de octubre los marineros presentaban muchas quejas, pero Colón les convenció para que esperasen diciéndoles que su propósito era llegar a las Indias. Ya habían visto vegetación en el agua y aves, lo cual indicaba que podría haber tierra cerca. El 12 de octubre de 1492, un marinero de la Pinta llamado Rodrigo de Triana, según el Diario, por fin avistó tierra. Era una isla del Caribe, que los indios llamaban Guanahani, y Colón bautizó como San Salvador.

### Exploración por las Antillas

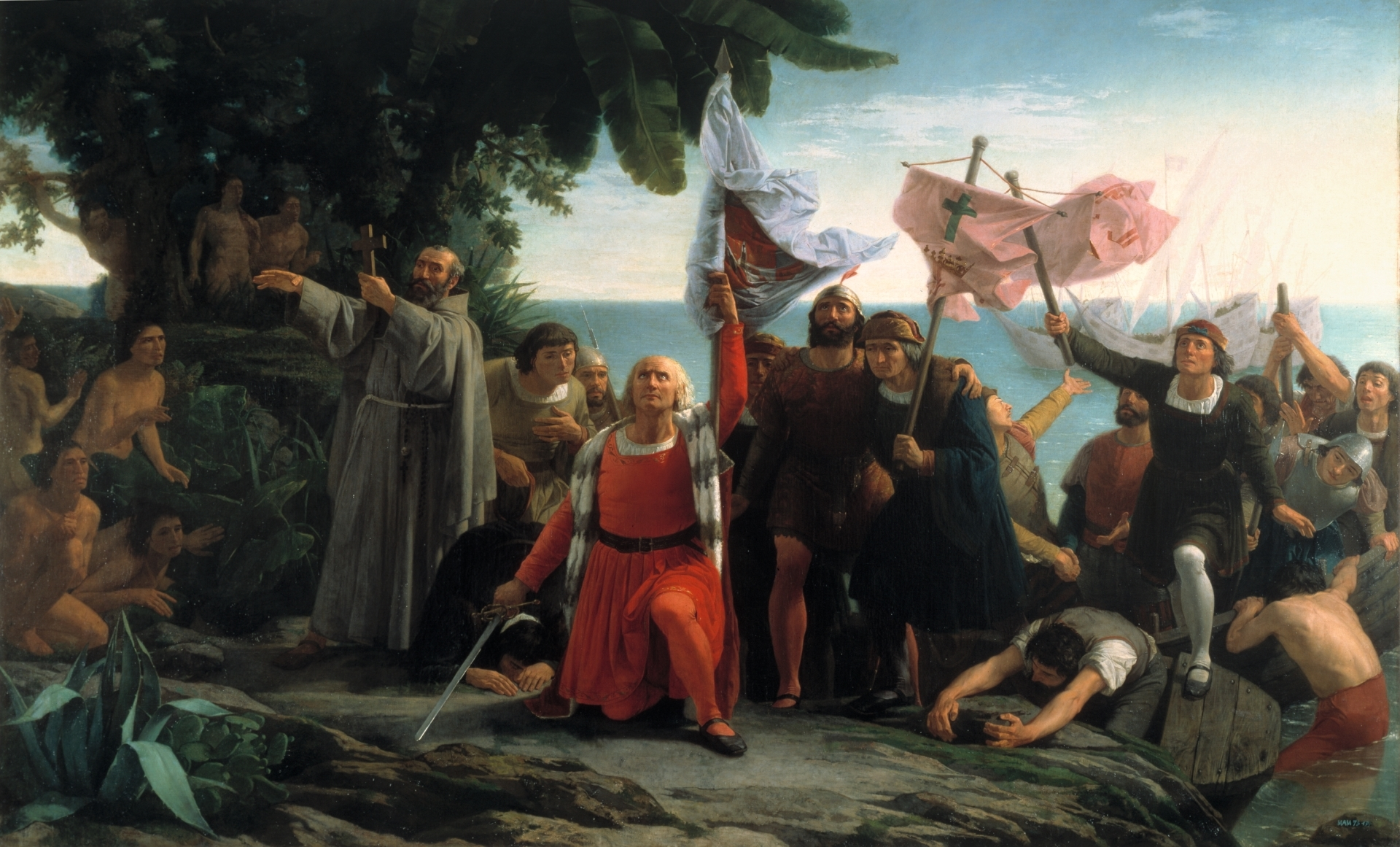
Visión romántica del desembarco de Colón en la isla de Guanahani. Pintura de Dióscoro Puebla

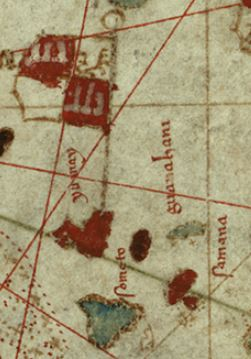
Guanahani, Samana, Yumay y Someto en el mapa de Juan de la Cosa, que participó en esta expedición.

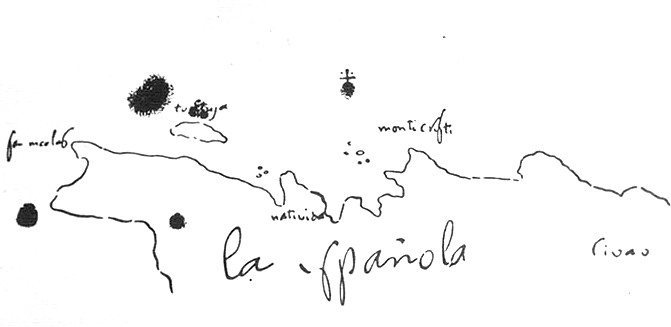
Mapa de la costa norte de la isla de La Española atribuido a Colón. Se conserva en el archivo del Palacio de Liria, Madrid.

Colón baja a tierra con la tripulación portando una bandera real. La relación del viaje no especifica más la imagen y a menudo es representado Colón con el pendón real de Castilla. Sin embargo, la bandera real era la bandera de los Reyes Católicos, que muestra la heráldica de Castilla y de Aragón, y a partir de la toma de Granada mostraría también una granada en su parte inferior. Sus dos capitanes le acompañaron con dos banderas con una cruz verde y las letras F e Y, en señal de Fernando e Ysabel (Isabel), los Reyes Católicos de España. Colón pensaba que se encontraba en islas de las Indias, pero en realidad se encontraba en el archipiélago de un nuevo continente.
Allí, tomaron contacto con los indígenas, que se mostraron impresionados por ver a hombres blancos, con barba, armas de metal y barcos enormes, llegándoles a preguntar si venían del cielo. Colón realizó con los indígenas intercambios de objetos de poco valor y se mostró interesado en las pequeñas cantidades de oro que algunos lucían. Una de las cosas que llaman la atención de Colón en la isla de San Salvador es que los indios tenían marcas de cicatrices en sus cuerpos y Colón les señalaba y les preguntaba qué era aquello y decían que venían indios de otras islas que estaban cerca a tomarlos y ellos se defendían, aunque Colón interpretó que realmente los que venían a llevárselos venían de tierra firme.
De San Salvador prosiguieron viaje por las Bahamas y descubrieron una pequeña isla que Colón llamó Santa María de la Concepción (el actual Cayo Rum según Samuel Morison, o bien el actual Cayo Samaná según estudios más recientes) y otra pequeña a la que llamó Fernandina (actual Long Island) en honor al rey Fernando. Unos días más tarde descubrió otra isla a la que llamó Isabela (actual Crooked), en honor a la reina Isabel. Posteriormente se dirigieron a la costa oriental de una gran isla a la que llamaron Juana (actual Cuba). En 1515 el nombre de Juana sería reemplazado por el de Fernandina, porque no se consideraba apropiado que el rey Fernando tuviera dedicada solamente una isla tan pequeña como la de las Bahamas.
Costearon Cuba lentamente, sin posibilidad de comerciar por prohibición expresa de Colón. El 2 de noviembre Colón envió a cuatro hombres a explorar el interior, dos europeos y dos indios. Mientras esperaban Colón midió la latitud con su cuadrante y, según Las Casas, obtuvo un valor de 42° norte que en realidad es imposible observar desde Cuba. El 12 de noviembre regresaron los exploradores y Colón dudó durante una semana qué rumbo tomar a continuación, desorientado además por otra medida de latitud que volvió a arrojar 42º.
El 21 de noviembre, Martín Alonso Pinzón, con la Pinta, se separó de Colón y tomó rumbo el este, hacia una isla que los indios llamaban Babeque. El motivo de la separación se desconoce. Las fuentes colombinas (Las Casas y Hernando Colón) dicen que Pinzón se fue "por codicia", sin embargo, Fernández Duro afirma que fue un incidente natural de la navegación, mientras que Jesús Varela Marcos opina que se debió a la frustración de Pinzón y los suyos con el autoritarismo y la falta de profesionalidad náutica de Colón; Pinzón, según este autor, simplemente siguió el camino marcado —de antemano— de ir a Babeque. La ruta seguida por Pinzón tampoco se conoce con certeza. El Diario de Las Casas afirma que consiguió mucho oro. Hernando Colón, que trata de minimizar los descubrimientos de Pinzón porque irían en perjuicio de los derechos de su padre, escribió que se limitó a ir a Babeque y de allí a La Española. Según Varela Marcos, varios indicios llevan a pensar que, tras pasar por Babeque, Pinzón navegó hasta Jamaica y de allí rodeó La Española por el este. Según Gregory McIntosh, Pinzón descubrió siete islas de las actuales Bahamas y Turcas y Caicos, así como los bajos de Babueca. Allí encontraron perlas rojizas y después pusieron rumbo al sur.
Colón continuó navegando por la costa de Cuba hacia el este y el 6 de diciembre avistó el extremo oeste de una gran isla que bautizó como La Española. Llamó a un pequeño golfo con forma de puerto San Nicolás, por ser descubierta el día de ese santo. Navegó hacia el este por la costa norte de la isla, donde encontró la Isla de la Tortuga, y fue todo su viaje investigando, con la ayuda de guías indígenas, la procedencia del oro. Navegando hacia el este de la isla encontró un cabo que llamó Cabo Santo y, más al este, el 4 de enero de 1493 avistó un gran monte metido en el mar parecido a una isla, que llamó Monte Cristi, y que ahora da nombre a toda esa región de la isla.
Colón estableció contacto a través de diversos enviados con uno de los caciques indígenas de La Española, Guacanagari. En la Nochebuena de 1492, en la isla de La Española, la nao Santa María encalla en un banco de arena y naufraga. Colón recibe ayuda del cacique indígena para rescatar a la tripulación y la carga. Posteriormente, Colón se entrevista con el cacique personalmente, el cual le otorga regalos entre los que está una caja con oro, y acuerdan ambos que los españoles protegerían el cacicazgo de Maraná de Guacanagari del cacique caníbal de la isla llamado Caonabo, del cacicazgo de Maguana, y, para esto, antes de marcharse dejaría un asentamiento en la isla con 39 hombres en una empalizada; el Fuerte Navidad, construido con los restos de la Santa María en unas obras que comenzaron el día 26 de diciembre de 1492.
Entretanto, la Pinta había llegado también a la costa norte de La Española, más al este de donde se encontraba Colón. Descubrieron un puerto en la desembocadura de un río al que llamaron de Martín Alonso (posteriormente rebautizado Río de Gracia por Colón; actual bahía de Luperón). Según Las Casas, consiguieron allí mucho oro mediante trueque con los nativos. Las noticias de la llegada de Pinzón llegaron el 27 de diciembre hasta Guacanagari, que se las comunicó a Colón. El cacique envió una canoa a investigar, en la cual Colón embarcó a uno de sus hombres, pero no localizaron a la Pinta. Pinzón, por su parte, se enteró también por los nativos del naufragio de Colón unos días atrás y decidió navegar hacia allí. El 6 de enero llegó por fin a donde se encontraba la Niña de Colón. Los dos capitanes dialogaron y parece ser que Colón perdonó la separación de Pinzón con su nave; aunque según el Diario este perdón solo fue aparente; en cualquier caso, la noticia del oro alegró a Colón, que luego les comentaría a los reyes lo oportuno de Dios en haber hecho naufragar la Santa María en ese lugar. Una de las cosas más interesantes del viaje para el Almirante fue el descubrir que en la isla existía una región que los indígenas llamaban Cibao, que a Colón le sonaba similar a Cipango, que era como se conocía a Japón.
Las relaciones con los indígenas fueron eminentemente pacíficas, de curiosidad, regalos mutuos y colaboración. Sin embargo, el 13 de enero de 1493 se produce en el golfo de las Flechas, en La Española, una escaramuza. Unos siete españoles bajaron de las barcas a tierra y comenzaron a comprar a los indios flechas, arcos y otras armas, pero llegó un momento en que los indios no quisieron dar más y fueron corriendo a la zona donde tenían apartados sus arcos y volvieron con cuerdas para atar a los cristianos y por esto los españoles se echaron sobre ellos y dieron a un indio una puñalada en las nalgas y a otro un flechazo en el pecho y, los indios, aunque eran cincuenta y tantos y los cristianos siete, vieron que las armas de los españoles eran más efectivas y salieron corriendo de allí, mientras los marineros volvieron montados en las barcas hasta el buque y contaron lo sucedido al Almirante, que ya les había advertido de que eso podía pasar.

### Viaje de vuelta
El 15 de enero de 1493 Colón toma la decisión de partir, y el 16 las carabelas Pinta y Niña abandonan La Española con rumbo a España. Según Las Casas, Colón ordenó a los castellanos que se quedaron en la isla que acatasen lo que dijera el cacique Guacanagari y no saliesen de sus dominios. En la Niña se embarcaron varios objetos recogidos en la expedición así como 10 indios, dos de ellos hijos de Guacanagari.
El 14 de febrero de 1493, en el tornaviaje, se cruzaron con una fuerte tempestad que estuvo a punto de hacer naufragar las embarcaciones. En esta difícil situación, Cristóbal Colón decidió echar en suerte la promesa de peregrinar en romería a varios templos como acción de gracias por superar tan difícil situación. Los temporales hicieron que, de nuevo, se separasen las carabelas de Colón y Martín Alonso Pinzón.
La Pinta fue la primera en regresar a la península ibérica, arribando a Bayona, en Galicia, probablemente hacía finales de febrero de 1493. Martín Alonso Pinzón escribirá varias cartas con el descubrimiento a distintos puntos de España y, por supuesto, a la Corte, que se encontraba en Barcelona, y esta noticia llegará a la Corte el 4 de marzo. Tras esto, Martín Alonso partirá con la Pinta rumbo a Palos.
Por su parte, la Niña de Colón sufrirá un encuentro, aparentemente involuntario, con Portugal. A causa del temporal Colón se ve obligado a atracar en Las Azores, islas a 850 millas de Portugal y controladas por este país. Allí, Colón es arrestado y liberado posteriormente para, a causa de otro temporal, terminar atracando en Lisboa el 4 de marzo, donde se entrevistará con el Rey Juan II de Portugal y le informará de su descubrimiento. El día 4 Colón escribirá una carta a los Reyes Católicos que llegaría a la Corte el 20 de marzo, 16 días después de la de Pinzón.
Tras su encuentro con el rey de Portugal, Colón leva anclas de la Niña en Alhandra (cerca de Lisboa) el 13 de marzo. Navegó por la costa de Portugal y luego por la costa de Huelva hasta el puerto de Palos, donde llegó el 15 de marzo según el Diario, o el 23 de marzo según Bernáldez. La carabela Niña, según el testimonio de Juan Rodríguez Cabezudo, quedó fondeada en el entorno de la Rábida donde se alojó Colón hasta, al menos, la visita de los inquisidores. Posteriormente debió de dirigirse a Moguer para cumplir en el Monasterio de Santa Clara el voto realizado. La Pinta llegó a Palos el mismo día que la Niña, pero Martín Alonso de Pinzón, gravemente enfermo, falleció en La Rábida alrededor del 31 de marzo.

## Recepción de Colón por los reyes de España
Colón arribó a Sevilla el 20 de marzo de 1493 según Las Casas o, según Andrés Bernáldez, el 31 de marzo, domingo de Ramos. Allí comenzó a preparar un segundo viaje a las Indias y despachó una serie de cartas sobre el descubrimiento. Los Reyes Católicos escribieron a Colón una carta el 30 de marzo de 1493 desde Barcelona en la que le piden que se apresurase en ir a verlos y en empezar a preparar el segundo viaje a las Indias:

Don Cristóbal Colón, nuestro Almirante del Mar Océano, e Visorey y Gobernador de las islas que se han descubierto en las Indias [...] y porque queremos que lo que habéis comenzado con el ayuda de Dios se continúe y lleve adelante, y deseamos que vuestra venida fuese luego: por ende, por servicio nuestro, que desde la mayor prisa que pudiéredes en vuestra venida, porque con tiempo se provea todo lo que es menester, y porque como vedes, el verano es entrado, y no se pase el tiempo para la ida allá, ved si algo se puede aderezar en Sevilla o en otras partes para vuestra tornada a la tierra que habéis hallado: y escribidnos luego con ese correo que ha de volver presto porque luego se provea como se haga, en tanto que acá vos venís y tornáis: de manera que cuando volviéredes de acá, esté todo aparejado.

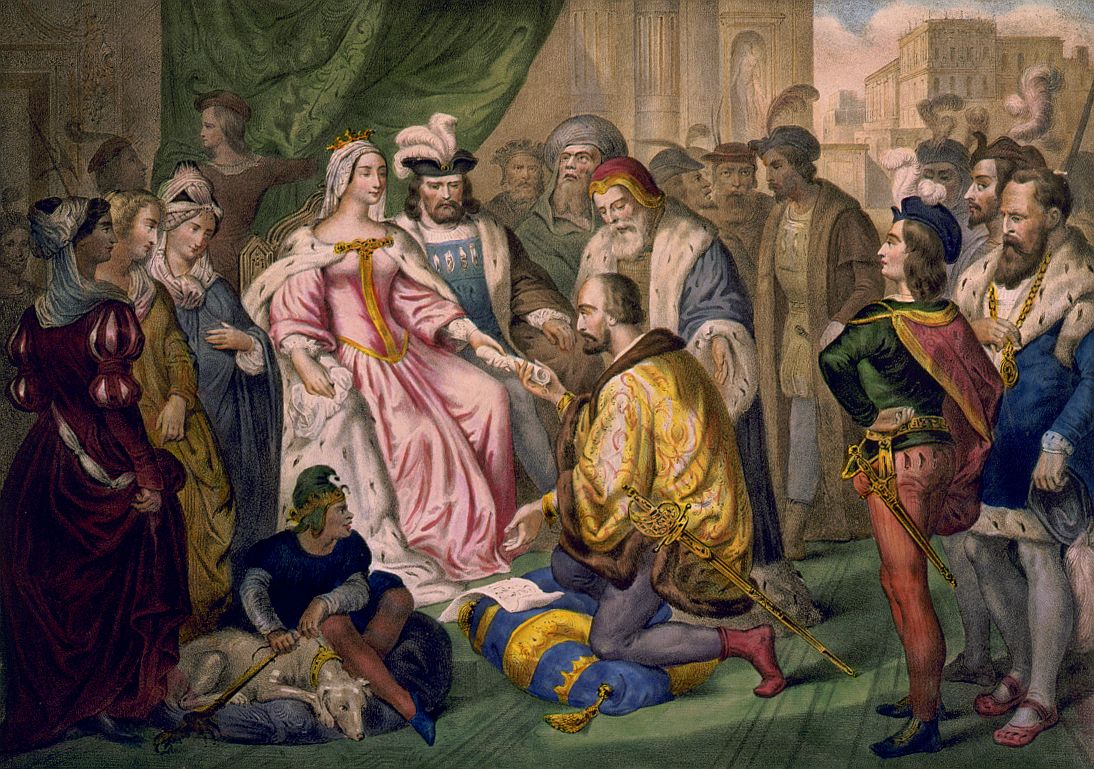
Colón es recibido por los reyes de España

Colón debió de estar en Sevilla hasta el 9 o 10 de abril. Se ha especulado que estos días los pasase como huésped de honor en casa del asistente mayor de la ciudad o del arzobispo Diego Hurtado de Mendoza. El cura Andrés Bernáldez aseguró que fue su huésped, y como este era cura entonces en el municipio sevillano de Los Palacios es posible que se alojara en su casa de allí. No existen referencias concretas del recibimiento de Colón en la ciudad de Sevilla, aunque el historiador Henry Harrise afirma que se hizo una fiesta similar a la del Corpus Christi.
Colón se vistió de gala y se dirigió a Barcelona con Juan Niño y seis indios de los diez que había traído de las Indias, y con los que se paseaba por Sevilla y que se dice que se ponían en el arco de las Imágenes, en el entorno de la Iglesia de San Nicolás, en el Barrio de Santa Cruz. Además, llevó papagayos verdes y rojos, guaizas hechas por los indios de pedrerías y huesos de pescado y elaborados cinturones de oro. Según Las Casas, el viaje lo realizó por tierra, deteniéndose, aunque poco, para que los habitantes de los pueblos vieran el cortejo. Sin embargo, no se conserva ningún testimonio del paso de la supuesta comitiva por ninguna localidad española, por lo que muchos historiadores dudan que tuviese lugar.
Fue recibido por los Reyes Católicos con todo este bagaje en el Monasterio de San Jerónimo de la Murtra, en Badalona, cerca de Barcelona, en abril. Allí se encontraban, además, gente de la nobleza. Colón se puso de rodillas frente a los reyes, les pidió darles las manos y, habiéndoselas ofrecido se las besó. Entonces, los Reyes, en un gesto de honor, le hicieron levantarse y le ofrecieron una silla para que se sentara. En la Catedral de Barcelona fueron bautizados seis indios en presencia de los Reyes Católicos. Uno de ellos, de la isla de San Salvador, al que se puso de nombre Diego Colón, en honor al hermano menor de su padrino, Cristóbal Colón, destacó por su capacidad de aprendizaje. El Almirante estuvo en Barcelona hasta el 28 de mayo y volvió a emprender un camino por tierra, regresando a Sevilla el 20 de junio.

## Resultados y consecuencias
Las consecuencias inmediatas de este viaje fueron:
- En primer lugar la prohibición inmediata por los Reyes Católicos a sus súbditos de ir "a las Indias" sin autorización.[317]
- Desde la llegada de Colón a Lisboa, tensión diplomática entre Portugal y los Reyes Católicos. El rey Juan II llegó a amenazar con enviar una escuadra al mando de Francisco de Almeida a tomar posesión de las islas descubiertas por Colón.[318][319]
- Rápida difusión en Europa de la noticia de la llegada de Colón a las Indias por medio de una serie de cartas impresas.[320]
- Obtención por los embajadores de los Reyes Católicos y religiosos en Roma de unas bulas, denominadas "Bulas Alejandrinas", con las que el papa Alejandro VI otorgó a Castilla y León el monopolio de las tierras descubiertas al oeste de cierto meridiano.[321]
- En paralelo a las negociaciones diplomáticas, la preparación por Colón de una segunda expedición a las Indias, mucho mayor en barcos y hombres, que parte de Cádiz el 25 de septiembre de 1493.[322]
- Acuerdo final entre Portugal y Castilla y Aragón con la firma del Tratado de Tordesillas (1494), el cual delimita los territorios de ambas potencias en el Atlántico mediante un meridiano distinto del de las Bulas Alejandrinas.[323]